# Refutação de Todas as Heresias
A Refutação de todas as heresias ou Philosophumena (em grego:  Φιλοσοφούμενα "ensinamentos filosóficos") é um compêndio de trabalhos cristãos do princípio do século III,  geralmente atribuídos à Hipólito de Roma. A maior parte da obra foi recuperada em 1842 num manuscrito no território dos Monte Atos, ainda que a obra completa permaneça perdida. Ela enumera diversas crenças pagãs e trinta e três crenças gnósticas consideradas heréticas, o que a torna uma das principais fontes de informação sobre a oposição contemporânea à ortodoxia católica.